# Limerick (Maine)
Limerick – miasto w Stanach Zjednoczonych, w stanie Maine, w hrabstwie York.